# Dmitrij Aleksejevitj Golitsyn
Dmitrij Alexejevitj Golitsyn, född 15 maj 1734, död 16 mars 1803, var en rysk diplomat. Han var sonson till Michail Golitsyn.
Golitsyn var sändebud i Paris 1754–1768 och i Haag 1768–1803. Han slöt sig till Voltaire och encyklopedisterna och utgav bland annat Description physique de la Tauride (1788) och L'esprit des économistes (1796). Golitsyn var 1768–1778 gift med tyskan Adelheid Amalia Golitsyn (född von Schmettau), som levde i Münster som salongsvärdinna för en rad berömda poeter och vetenskapsmän.